# 아키타 공항
아키타 공항(일본어: 秋田空港, 영어: Akita Airport, IATA: AXT, ICAO: RJSK)는 일본 아키타현 아키타시에 있는 공항으로 아키타현이 공항의 관리를 맡고 있으며 공항 내에 위치한 일본 항공자위대 아키타분둔지(秋田分屯地)에는 항공 구난단 아키타 구난대가 주둔하고 있다.

## 역사
아키타 공항은 1961년 10월 1일 지금의 자리가 아닌 아라야정(新屋町) 부근에 제3종 공항으로 개항했지만 동해에 접해 있었기에 겨울이 되면 바람의 영향을 많이 받는데다가 항공기의 대형화로 인한 공항 확장의 필요성이 대두됨에 따라 현재의 위치로 이전하여 1981년 6월에 재개항했다.
그리고 1996년에는 한 때 이용객 수가 143만명을 기록하기도 했고 이듬해인 1997년 신칸센 개통 이후 이용객 수가 점차 감소하더니 2009년에는 107만명까지 떨어지기도 했지만 2016년 들어서 120만명대를 회복했으며 이용객 중 70%는 도쿄 하네다행을 이용하고 있는 추세다.

## 운항 노선

### 국제선
| 항공사             | 목적지             |
| ------------------ | ------------------ |
| 타이거 항공 타이완 | 타이베이(타오위안) |

### 국내선
| 항공사               | 목적지                                         |
| -------------------- | ---------------------------------------------- |
| 일본항공             | 도쿄(하네다) 전세편: 오사카(간사이)            |
| 전일본공수           | 도쿄(하네다)                                   |
| ANA 윙스             | 나고야(주부), 삿포로(신치토세), 오사카(이타미) |
| 오리엔탈 에어 브릿지 | 나고야(주부)                                   |
| J-에어               | 오사카(이타미)                                 |
| 홋카이도 에어 시스템 | 삿포로(오카다마)                               |

## 사건 및 사고
- 2007년 1월 6일 승객과 승무원 133명을 태우고 인천국제공항에서 출발해 아키타 공항에 착륙하던 대한항공 769편 항공기가 평행 유도로를 10번 활주로로 착각해 착륙하는 사건이 발생했고[1] 다행히 인명 피해는 없었으나 만약 유도로에 택싱 중인 트래픽이 있었다면 대형 참사로 이어질 수도 있던 상황이었다.